# Вальдеморо, Амайя
Амайя Вальдеморо Мадариага (исп. Amaya Valdemoro Madariaga; родилась 18 августа 1976 года, Алькобендас, Мадрид, Испания) — испанская профессиональная баскетболистка, которая выступала в женской национальной баскетбольной ассоциации за клуб «Хьюстон Кометс», с которым выиграла три чемпионата ВНБА. Кроме того в 1993 году выиграла Евролигу в составе «Дорна Годелла Валенсия», а также восемь первенств Испании и один чемпионат российской Премьер-лиги. В 2006 году она стала обладательницей Золотой корзины.
В составе национальной сборной Испании принимала участие в двух Олимпийских играх: в Афинах в 2004 году и в Пекине в 2008 году. Кроме этого выиграла бронзовую медаль на чемпионате мира 2010 года в Чехии и завоевала 5 разных медалей на чемпионатах Европы, в том числе золотую медаль на чемпионате Европы 2013 года во Франции.

## Клубная карьера

### Испанские клубы (1992-1998)
Дебютировала в испанской лиге в 1992 году, в 16 лет, в команде Валенсия; победа в национальной лиге и Евролиге 1992-93. В 1993-1994 сезоне она выиграла чемпионат, кубок и Евролигу (второе место). Со своим следующим клубом, Pool Getafe, она выиграла чемпионат и кубки в 1997 и 1998 годах; и снова в Евролиге — второе место в 1998 году.

### Женская НБА (1998-2000)
Вальдеморо была выбрана в третьем туре  в Драфт ВНБА 1998 года в Хьюстон комет, выиграв три подряд чемпионаты в 1998, 1999 и 2000.

### Испанские клубы (1998-2005)
Поиграв в командах Хьюстон комет и Авенида в течение трёх сезонов, она вернулась в Валенсию (клуб на тот момент изменил своё название на Рос Касарес, где выиграла 2 лиги и 3 кубка. Непродолжительное время она играла за бразильскую команду Унимед/Американа в 2004 году.

### Российские клубы (2005-2008)
Она провела три сезона в российской Премьер-лиге в составе БК «ВБМ-СГАУ» Самара, а затем в ЦСКА, выиграв 1 лигу и 3 кубка.

### Испанские клубы (2008-2013)
После краткого пребывания в Турции, её последним клубом был Реал Каное НК.

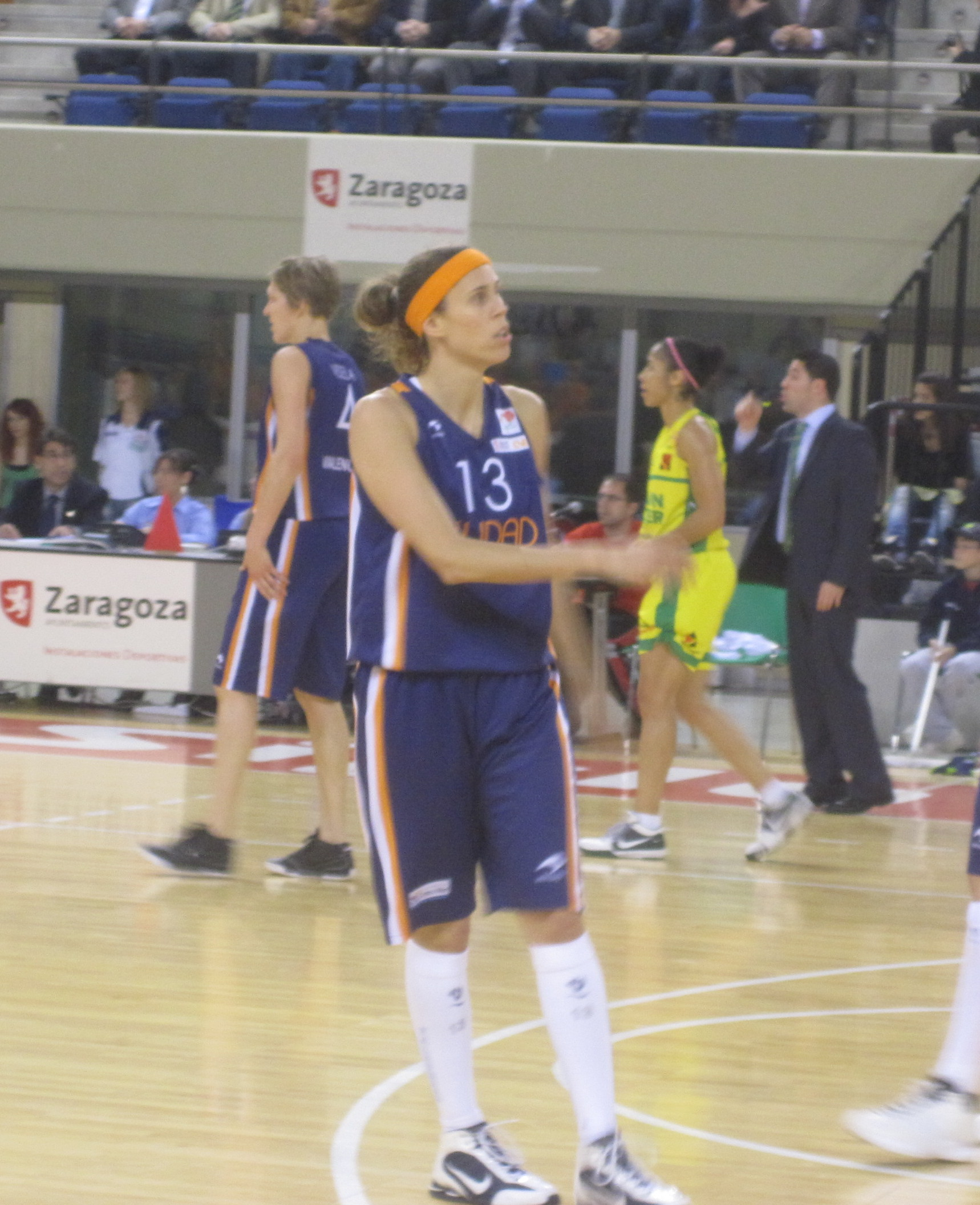
Амайя Вальдеморо

## Выступления за сборную Испании
Она дебютировала в женской сборной по баскетболу Испании в возрасте 17 лет. Играла с первой командой на протяжении 18 лет, с 1995 по 2013 год. Она является одним из самых результативных игроков, с общим количеством 258 caps и 10,6 PPG. Она участвовала в двух Олимпийских играх (Афины-2004 и Пекин-2008), четырёх чемпионатах мира и восьми европейских чемпионатах; из сборной она ушла с должности капитана и чемпионом Евробаскета-2013:
- 1993 FIBA Europe Under-16 Championship for Women (youth)
- 1994 FIBA Europe Under-18 Championship for Women (youth)
- 9th 1995 Eurobasket
- 5th 1997 Eurobasket
- 5th 1998 World Championship
- 5th 2002 World Championship
- 2003 Eurobasket
- 6th 2004 Summer Olympics
- 2005 Eurobasket
- 8th 2006 World Championship
- 2007 Eurobasket (MVP)[4]
- 5th 2008 Summer Olympics
- 2009 Eurobasket
- 2010 World Championship
- 9th 2011 Eurobasket
- 2013 Eurobasket